# Joint Logistics Over-the-Shore

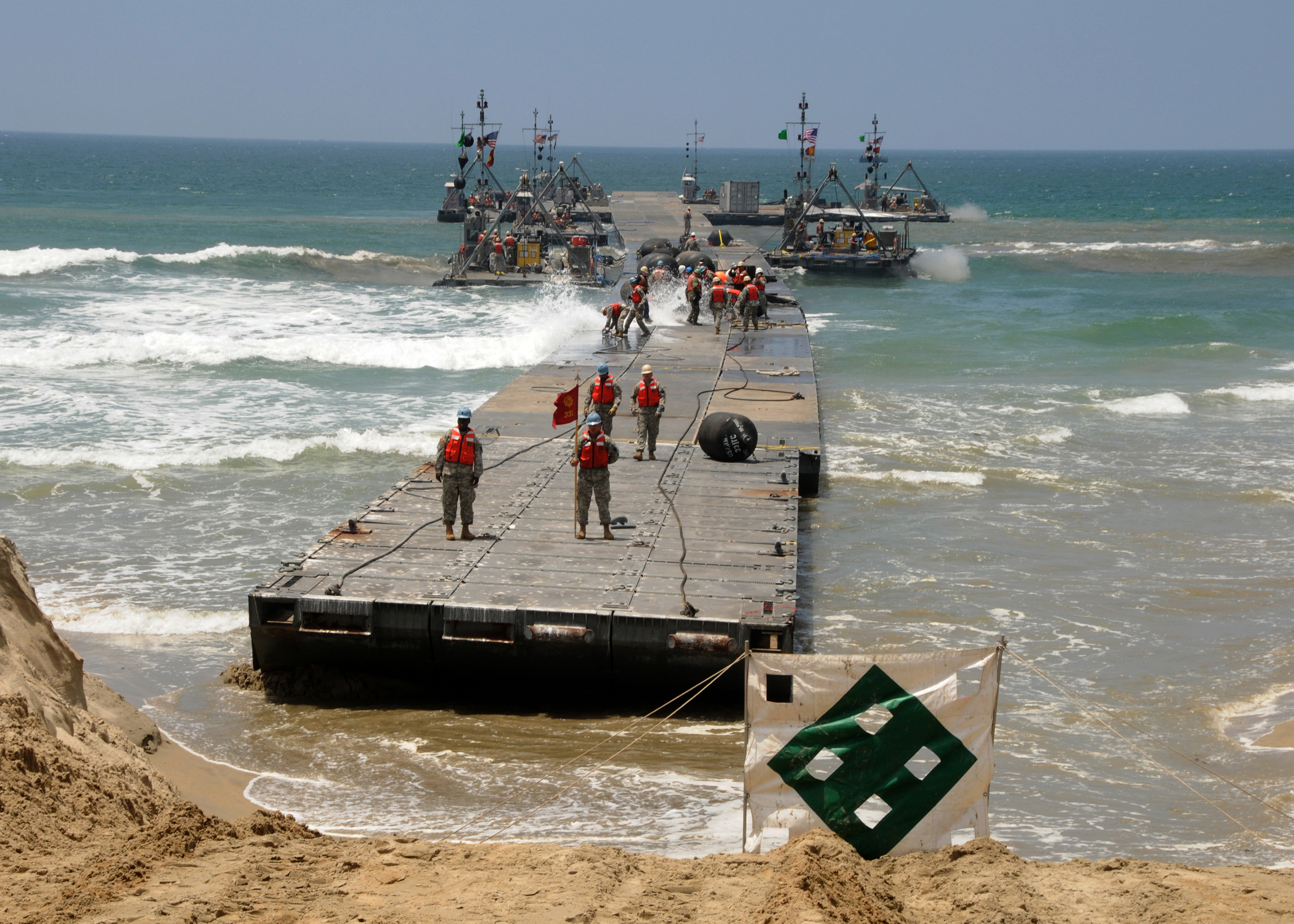
Übung, 2008

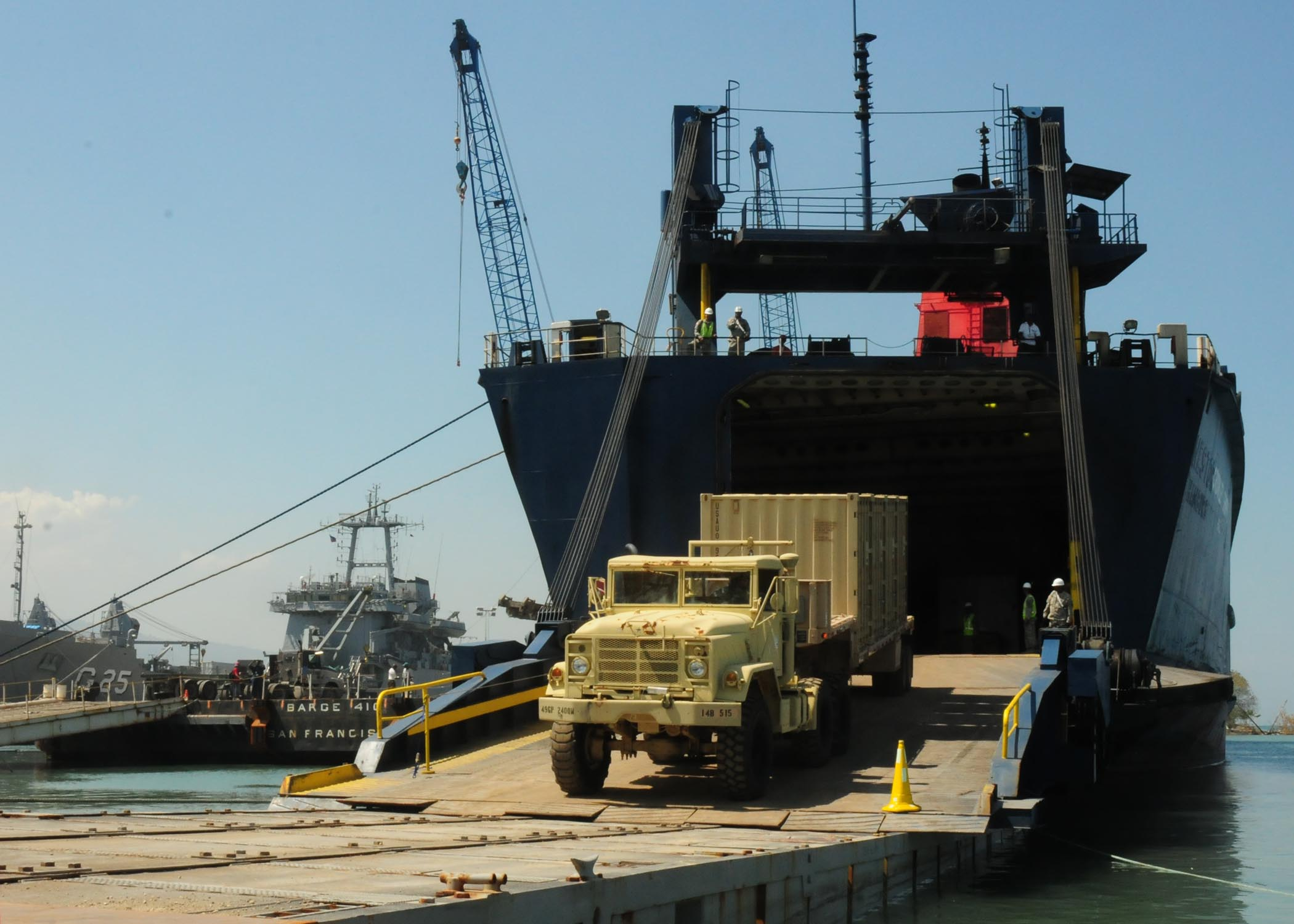
Port-au-Prince, Haiti, 2010

Joint Logistics Over-the-Shore, kurz JLOTS, bezeichnet bei der US Navy eine militärische, logistische Operation, um Ausrüstung, Versorgungsgüter und Personal von einem Schiff auf das Festland zu bringen, um eine effiziente Versorgung und Unterstützung von Truppen zu gewährleisten, wenn konventionelle Hafenanlagen für Schiffe mit Tiefgang nicht verfügbar oder nicht ausreichend sind, beispielsweise, weil feindliche Aktivitäten den direkten Zugang zu Häfen behindern. Sie umfasst den Einsatz von Schwimmbrücken, Lastkähnen, Landungsbooten und anderer Ausrüstung.